# Grupo União Sport de Montemor-o-Novo
O Grupo União Sport de Montemor-o-Novo é um clube português fundado em 1914, localizado na cidade de Montemor-o-Novo, no distrito de Évora. Por ocasião do seu centenário, em 2014, recebeu a Medalha de Bons Serviços Desportivos. Foram seus fundadores Calisto António Ferreira, José Pereira Magalhães, Herculano Francisco Oliveira, Isidoro Joaquim das Neves, Alexandre Augusto Feijão, Filipe Augusto Silva e Manuel Fernandes Canhão.  
O União de Montemor venceu o antigo Campeonato Regional de Évora por 4 vezes, sendo o único clube tetracampeão da mesma. Venceu ainda por seis vezes o campeonato distrital da AF Évora na era moderna e uma Taça da AF Évora. 
Do seu palmarés destaca-se ainda a vitória na Série F do campeonato nacional da 3.ª divisão na época de 2012/13.

## História
O clube foi fundado em 1914 por Calisto António Ferreira, José Pereira Magalhães, Herculano Francisco Oliveira, Isidoro Joaquim das Neves, Alexandre Augusto Feijão, Filipe Augusto Silva e Manuel Fernandes Canhão. O seu primeiro desafio conhecido foi uma vitória contra o Sport Vitória Académico, de Évora, por 4-1. Foi um dos clubes fundadores da Associação de Futebol de Évora.
Na época de 1929/30 vence o seu primeiro Campeonato Distrital de Évora, numa finalíssima disputada contra o Lusitano de Évora, no estádio Sanches de Miranda. Depois de já terem sido finalistas em 1928/29, esta foi a primeira vez que uma equipa fora da cidade de Évora venceu a competição. Ficam os nomes dos heróis que conquistaram esse título inédito: Aníbal Martins, José Russo, Joaquim Romeiros, Tomé Vidigal, Francisco Moreira, Francisco Magalhães, João Macedo, Manuel José, João Lopes, Jacinto Macedo e António Vicente. No entanto a formação montemorense declinou defender o título na época seguinte.
Em 1934/35, ano de grandes mudanças competitivas no futebol português a nível nacional e distrital, o clube haveria de voltar a disputar a competição regional que já dava a qualificação para o campeonato experimental das Ligas. Nesta caso a II Divisão, uma vez que a participação na divisão principal estava restrita aos clubes de 4 associações de futebol (Lisboa, Porto, Coimbra e Setúbal). Não obstante, o quarto lugar obtido não seria ainda suficiente, classificação que repetiria na temporada seguinte.
O Grupo União Sport venceria um tricampeonato regional nas temporadas de 1945, 1946 e 1947, altura em que começou a participar regularmente na II Divisão nacional, e numa época em que as ligas nacionais já eram abertas, ou seja, qualquer clube podia legitimamente sonhar em subir à primeira divisão nacional.
É nesse quadro que o Grupo União Sport tem aquela que será porventura a sua maior temporada de glória. Em 1949/50, o clube irá disputar a Fase Final da Segunda Divisão e ficar às portas do escalão máximo. Treinados pelo húngaro Lipo Herczka, antigo treinador do Sport Lisboa e Benfica e do Real Madrid, já nas épocas anteriores tinham chegado importantes reforços à cidade com experiência de primeira divisão como o guarda redes Manuel Joaquim e o avançado Joaquim Claro vindos do Benfica, Quim extremo esquerdo vindo do Vitória FC e SL Elvas, Lenine da Silva e António do Carmo vindos do Olhanense que se juntaram a jovens promissores que brilhariam mais tarde noutros clubes como Luís Clérigo (C.U.F.) ou José Maria Vieira (SC Braga). Integrado na série 7 da II Divisão, o União revelar-se-ia muito superior às restantes equipas dos distritos de Évora e Portalegre. Na segunda fase enfrentou além do Portalegrense segundo classificado da série 7, defrontou ainda o poderoso Portimonense que quase tinha subido no ano anterior e o Farense. Todas as equipas com exceção do Farense ficaram em primeiro tendo vencido os seus jogos em casa e o clube de Faro fora, no entanto os montemorenses ficariam apurados para a Fase Final devido ao confronto direto. Na Fase Final defrontariam o Boavista, o Oriental e o Académico de Viseu. Mas nessa fase o andamento e experiência das equipas das maiores cidades marcaria a diferença e o sonho morreu ali. 
Na época seguinte 1950/51 superioriza-se ao Juventude de Évora no torneio distrital de apuramento, classificando-se em segundo lugar e acompanhando o Lusitano de Évora em representação do distrito, na II Divisão. No entanto desta vez ficaria fora da Fase Final frente a um Lusitano que já tinha começado a construir a grande equipa que haveria de subir à primeira divisão e ao O Elvas recém despromovido depois de vários anos no escalão máximo e que ainda contava com o internacional português Patalino. 
No lançamento da época 1951/52, o Vice-Presidente Simão Malta criticou a orgânica dos campeonatos regionais uma vez que a diferença de valores entre as equipas era muito desfasado de umas para as outras, o que deixaria de fomentar o interesse que despertaria uma prova com mais fundo e equipas de valor aproximado. Anunciou ainda a contratação do jogadores como Gomes Bravo ao Estoril-Praia, Sérgio ao Operário de Lisboa, Pascoal do Benfica, Santelo do Casa Pia, Sarrazola do Beira-Mar, José Maria Vieira do Leixões.

## Futebol

### Histórico
| Competição                   | Presenças | Temporadas | Títulos                                                             |
| ---------------------------- | --------- | --- | ------------------------------------------------------------------- |
| 1.ª Divisão                  | 0         | Nunca participou | 0                                                                   |
| 2.ª Divisão                  | 22        | 1942/43,1943/44,1944/45,1945/46,1946/47,1947/48,1948/49,1949/50,1950/51,1951/52, 1952/53,1953/54,1954/55,1955/56,1956/57,1957/58,1958/59,1960/61,1973/74,1974/75, 1975/76,1976/77; | 0 (Melhor: 3.º em 1949/50)                                          |
| 2.ª Divisão B                | 7         | 1992/93, 1993/94, 1994/95, 1995/96, 1996/97, 1997/98, 1998/99; | 0 (Melhor: 3.º em 1997/98)                                          |
| 3.ª Divisão                  | 26        | 1959/60,1961/62,1962/63,1966/67,1967/68,1968/69, 1969/70,1972/73, 1977/78, 1978/79, 1979/80, 1980/81, 1984/85,1985/86,1987/88,1988/89,1989/90,1990/91, 1991/92, 1999/00, 2001/02, 2007/08, 2009/10, 2010/11, 2011/12, 2012/13; | 1 (Série F 2012/2013)                                               |
| AF Évora                     | 25        | 1963/64,1964/65, 1965/66, 1970/71, 1971/72, 1981/82, 1982/83, 1983/84, 1986/87, 2000/01, 2002/03, 2003/04, 2004/05, 2005/06, 2006/07, 2008/09, 2015/16, 2016/17, 2017/18, 2018/19, 2019/20, 2020/21, 2022/23, 2023/24, 2024/25; | (6) Campeão em 1983/84, 1986/87, 2000/01, 2006/07, 2008/09, 2020/21 |
| Taça AF Évora                | 16        | 2000/01, 2002/2003, 2003/04, 2004/2005, 2005/06, 2006/07, 2008/09, 2015/16, 2016/17, 2017/18, 2018/19, 2019/20, 2020/21, 2022/23, 2023/24, 2024/25; | (1) Campeão em 2000/01                                              |
| Taça de Portugal             | 43        | 1955/56, 1956/57, 1960/61, 1968/69, 1969/70, 1970/71, 1972/73, 1973/74, 1974/75, 1975/76, 1976/77, 1977/78, 1978/79, 1980/81,1981/82, 1983/84, 1984/85, 1985/86, 1987/88, 1988/89, 1989/90, 1990/91, 1991/92, 1992/93, 1993/94, 1994/95, 1995/96, 1996/97, 1997/98, 1998/99, 1999/00, 2001/02, 2004/05, 2007/08, 2009/10, 2010/11, 2011/12, 2012/13, 2013/14, 2014/15, 2015/16, 2020/21,2021/22; | 0 (Melhor: 1/16 em 1955/56 e 1956/57)                               |
| Taça da Liga                 | 0         | Nunca participou | 0                                                                   |
| CNS / Campeonato de Portugal | 3         | 2013/14, 2014/2015, 2021/22; | 0                                                                   |
| Liga 3                       | 0         | Nunca participou | 0                                                                   |
| Campeonato de Évora          | 16        | 1926/27, 1927/28,1928/29,1929/30,1934/35,1935/36, 1936/37, 1937/38, 1938/39, 1939/40,1940/41,1942/43,1943/44,1944/45,1946/47,1947/48; | (4) Campeão em 1929/30,1944/45, 1945/46,1946/47                     |

#### Jogadores com destaque
Foram muitos os jogadores que nos últimos dez a quinze anos que fizeram história no Grupo União Sport e no futebol nacional. A que mais se fala é a de Fary Faye, chegando a Montemor em 1996, este internacional senegalês foi o melhor marcador durante 2 épocas seguidas, sendo transferido para o Beira-Mar, quem não se lembra daquele golo no seu primeiro jogo contra o FC Porto; Fary ganhou uma Taça de Portugal, sendo o melhor marcador da 1ªLiga no ano de 2002, e neste momento é dos jogadores em competição com mais golos marcados na 1ºliga (71 golos ao todo), neste momento joga no Boavista Futebol Clube, aonde a vida não tem sido fácil devido a uma grave lesão ocorrida após a marcação de um golo contra o Gil Vicente Futebol Clube (fratura da perna) e um ano parado. Quem acompanha Fary é também o gigante senegalês Khadim Faye (também veio para Montemor no mesmo ano e foi titular e campeão no Boavista, também internacional senegalês). Falando de Guarda-Redes, João Paulo actualmente ao serviço do Vitória de Setúbal e Nuno Carrapato, que jogando no Clube Desportivo Nacional "tirou" a titularidade a Henrique Hilário (actualmente no Chelsea Football Club), também passaram pelos alvi-negros, também para o Nacional seguiu o avançado Serginho. Outro jogador que marcou a história recente do U.Montemor foi Marco Cláudio, transferindo-se para o Sport Comércio e Salgueiros, quem não se lembra do golo marcado fora da área por este jogador no Mundial de Juniores que colocou Portugal nas Meias-Finais. Outros internacionais: Klaudian, albanês, que jogou no GUS, e Yudi Khoerudin, indonésio, que jogou no GUS, Sporting Macau e Persikota Tangerang. Ainda há outros, Hugo Cajuda, jogou no Sporting Clube de Braga e era o filho do treinador Manuel Cajuda, Rui Romicha que jogou na 1ªLiga ao serviço do Sporting Clube Farense e Clube Desportivo Santa Clara, Marques que se transferiu para a Associação Académica de Coimbra, o central Amarildo para o Grupo Desportivo de Chaves, o guarda-redes Barata que se transferiu para o Nacional da Madeira, entre outros. Destaque também para o jovem montemorense Sardinha que formado nas escolas do clube, mostrou a sua classe nas equipas do Nacional da Madeira, Leça Futebol Clube, Futebol Clube Penafiel e Naval 1ªde Maio. Também houve jogadores que fizeram o percurso inverso acabando a carreira no U.Montemor. Goran (guarda-redes do Fuebol Clube Tirsense) Basaula (Guimarães), Nogueira (Boavista e Gil Vicente) Edmundo (Benfica e V.Setúbal) o central Hélio (V.Setúbal) Meireles (que jogou na 1ªliga no Sport Clube União Torreense) Nader (irmão de Hassan do Farense), Pereirinha (pai do jogador actualmente no Sporting) e Zezinho (Farense) foram alguns que "arrumaram" as botas no Alentejo. Aqui fica um pequeno resumo da história recente, repito recente, da vida deste clube que completou 92 anos, de certeza que me esqueci de alguns...é normal pois foram tantos que vieram e foram jogar nos relvados portugueses...Também houve situações interessantes, Jorginho (que brilhou no Sporting Clube Campomaiorense) Nuno Amaro (Gil Vicente) e Maki (V.Setúbal) treinaram à experiencia e não convenceram indo depois para os clubes que referi e os habituais "barretes", quem não se lembra de António Salvador "Big" (brasileiro que era estrela no Clube de Regatas do Flamengo), Carpácio Henriqueta (cabo-verdiano provindo da Primeira Liga) e Rildon (melhor marcador da Liga de honra) que vieram e desiludiram, quem também jogou com a camisola do GUS num particular foi Gil (avançado campeão Mundial de Juniores em Lisboa, aquele avançado de tranças que jogava com a camisola 2), que por razões que não sei não ficou em Montemor. Treinadores também houve, Carraça (actualmente a trabalhar no Sport Lisboa e Benfica e muitos anos presidente do Sindicato dos Futebolistas), Formosinho e Nascimento (velha glória do Sp.Braga), e José Peseiro, foram alguns dos treinadores que passaram pelo União.
Na história mais antiga ficam apenas os jogadores que foram internacionais, Henrique Portela, que foi para o Sporting Clube de Portugal e que foi internacional A, e Francisco Gatinho que foi para o Belenenses e jogou uma vez com a camisola das quinas...
A equipa de seniores participa na época de 2007-2008, no campeonato da 3.ª divisão, série F.
Na época de 2022/23, Sálio Ai Ai, Tiago Minhoca, Dinis Bengalinha e Miguel "Malhão" Mangerico foram algumas das preciosas mais-valias do plantel do União.

## Estádio
A equipa disputa os seus jogos caseiros no Estádio 1.º de Maio, inaugurado dia 1 de Maio de 1927.
- As obras de arrelvamento foram inauguradas em 1 de Setembro de 1985
- Os balneários de nível europeu foram inaugurados em 8 de Setembro de 1996
- A bancada nova, foi anunciada a 24 de setembro de 2002 e inaugurada a 6 de Setembro de 2003
- Foi neste estádio com transmissão em direto na RTP que se disputou em Seniores e Juniores a Final da Taça de Portugal de Rugby em 5 de Outubro de 2004
- Em 2006 o relvado foi substituído, continuando a ser de relva natural
- Recebeu o jogo internacional Sub-18 Portugal-Ucrânia e Sub-19 Portugal-S.Marino [quando?]
- Em 2024, a pista de atletismo foi alagada e no seu lugar nasceu um campo de futebol de 7 para a formação.[12]

O Estádio 1.º de Maio possui uma capacidade de cerca de 2 000 lugares sentados, na sua única bancada central, e possui cadeiras individuais, camarotes para público e imprensa, Sala Imprensa, Bar, Loja, Museu, bem como nos balneários um posto médico. É ainda composto por um campo de futebol de 5, bem como um edifício Sede de 2 andares com um ginásio, balneários e bar na cave.